# Лекич, Андреа
Андреа Лекич (серб. Андреа Лекић / Андреа Лекић; род. 6 сентября 1987, Белград) — сербская гандболистка, разыгрывающая. Серебряный призёр чемпионата мира 2013 года в составе женской сборной Сербии. Лучшая гандболистка мира 2013 года.

## Биография

### Клубная карьера
Андреа занимается гандболом с 11 лет, дебютировала в команде «ОРК Белград» под руководством Весны Бойкович. Продолжила карьеру в командах «Раднички» (Белград) и «Князь Милош» (Аранджеловац): в составе аранджеловацкой команды она выиграла в 2007 году чемпионат Сербии.
С 2007 по 2011 годы Андреа выступала за команду «Крим Меркатор» из Словении, выиграв четыре титула чемпионки Словении и четыре Кубка Словении. С 2011 по 2013 годы она защищала цвета венгерского «Дьёра» и выиграла с ним Лигу чемпионов ЕГФ в 2012 году. 
На клубном уровне она также выступала за «Вардар», «Бухарест» и «Будучность». Карьеру завершила в 2025 году в клубе «Ференцварош».

### Карьера в сборной
В 2005 году Андреа была впервые вызвана в сборную во время отборочных матчей к чемпионату мира 2005 года. В 2006 году она дебютировала в сборной во время розыгрыша Карпатского кубка. Четырежды с 2006 по 2012 годы она играла на чемпионатах Европы. В 2012 году, когда сборная Сербии стала 4-й на домашнем чемпионате, Андреа попала в сборную звёзд турнира. В 2013 году она вышла в финал чемпионата мира, в том же году благодаря игре в составе сборной также стала лучшей гандболисткой. Была капитаном команды. 

### Личная жизнь
Ранее Андреа занималась баскетболом, волейболом и футболом. Также она является обладательницей синего пояса по карате. Учится в Белградском университете на факультете туризма и гостиничного бизнеса.

## Достижения
Клубные
- Чемпионка Сербии: 2007
- Чемпионка Словении: 2008, 2009, 2010, 2011, 2022
- Победительница Кубка Словении: 2008, 2009, 2010, 2011
- Чемпионка Северной Македонии: 2014, 2015, 2016, 2017, 2018, 2021
- Победительница Кубка Северной Македонии: 2014, 2015, 2016, 2017, 2018, 2021
- Чемпионка Венгрии: 2012, 2013, 2024
- Победительница Кубка Венгрии: 2012, 2013, 2023, 2024, 2025
- Победительница Кубка Румынии: 2019
- Победительница Суперкубка Румынии: 2019
- Лига чемпионов ЕГФ:
  - Победительница: 2013
  - Финалистка: 2012, 2017, 2018, 2023

В сборной
- Серебряный призёр чемпионата мира 2013

Личные
- MVP Региональной гандбольной лиги: 2009[2]
- Игрок символической сборной чемпионата Европы 2012[3]
- Лучшая гандболистка мира в 2013 году
- Лучшая гандболистка Сербии в 2024 году